# 151835 Christinarichey
151835 Christinarichey è un asteroide della fascia principale. Scoperto nel 2003, presenta un'orbita caratterizzata da un semiasse maggiore pari a 2,5769733 UA e da un'eccentricità di 0,1582418, inclinata di 15,38190° rispetto all'eclittica.